# 부산부 갑
부산부 갑은 대한민국의 옛 국회의원 선거구이다. 당시 경상남도 부산부의 일부 지역을 관할했다.

## 역사
1948년 제헌 국회의원 선거를 앞두고 신설되었다.
1949년 부산부의 명칭이 부산시로 변경되면서 1950년 제2대 국회의원 선거를 앞두고 부산시 갑 선거구가 되었다.

## 역대 국회의원
| 선거   | 정당 | 정당           | 의원   |
| ------ | ---- | -------------- | ------ |
| 1948년 |      | 조선민족청년단 | 문시환 |
| 1949년 |      | 무소속         | 허영호 |

## 역대 선거 결과

### 대한민국 제헌 국회의원 선거
|  | 69.57% |

|  | 27.25% |

|  | 3.17% |

|  | 0% |

### 1949년 대한민국 재보궐선거
문시환 의원의 사임으로 인해서 치러진 1949년 대한민국 재보궐선거에서 무소속 허영호 후보가 당선되었다.